# ピコンゼー
ピコンゼー(Piconzé)は、日本人のアニメーター中島逸平が制作したブラジルのアニメ映画である。1973年の公開時にはブラジル初の本格長編動画として各紙に取り上げられ、リオデジャネイロでは一週間で10万人の観客を集めている。

## 物語
ブラジル北東部の典型的な村を舞台に、山賊ビゴドンにさらわれたガールフレンドのマリアを助け出そうとする主人公ピコンゼーの活躍を描く。ピコンゼーはブタやオウムを仲間に連れ、道中では竜や魔女、ブラジル伝説の妖怪サシなどと出会う。

## 制作
中島逸平は戦時中に京都の美術学校に学び、新聞や雑誌に漫画を描く仕事をしていた。1956年、中島は妻と息子の逸生を伴いブラジルに移住した。移住後は現地の日本人社会で出版に関わり、記事や漫画を書いて働いていた。アニメーションに興味を持った中島は、「パパパポ(Papa-Papo)」という名のオウムのキャラクターを考案し、1959年から1963年までの間に12作品を制作した。
1966年、映画『ピコンゼー』の制作を始めた中島は、『サンパウロ新聞』に求人広告を出して作業者を集めた。人手は不足しており、絵の好きな日系人を集めては、作業を一から教えながら作っていくことの繰り返しであった。後に画家となったアヤオ・オカモトもこの作業に参加しており、3年間『ピコンゼー』に関わったという。『ピコンゼー』は1972年に完成した。公開されると、サンパウロやカンピーナスなど各都市で映画館の前に行列ができるほどの人気を集めた。
第二作制作の構想はあったものの、中島は長期にわたる『ピコンゼー』制作の影響で肩を痛めており、実現しなかった。息子の逸生も父の影響でアニメーターとなり、ブラジルアニメ『モニカと仲間たち』にも参加している。

## 評価
『ピコンゼー』は1973年、Instituto Nacional do Cinema(INC)からコルージャ・デ・オウロ賞を受賞した。1984年には手塚治虫がブラジルを訪問し、国際交流基金とブラジル・マンガ・イラスト作家協会(ABRADEMI)がサンパウロ美術館で開催した行事において上映された『ピコンゼー』を鑑賞した。2002年には広島国際アニメーションフェスティバルで上映された。 
日本人ブラジル移住100周年にあたる2008年、2月に開催されたブラジルの漫画賞アンジェロ・アゴスティーニ賞の第24回式典では『ピコンゼー』が上映され、中島逸生が父の創作活動を語った。ブラジルの漫画賞Troféu HQ Mixでは、中島逸平が"Grande Mestre"の一人に選ばれた。2009年、国際交流基金はサンパウロで『ピコンゼー』を上映するとともに、中島逸平を取り上げたドキュメンタリーを一般公開した。ドキュメンタリーはこの年に行われたブラジルアニメのイベント、アニマ・ムンディでも上映されている。